# 노량항 (남해군)
노량항(露梁港)은 경상남도 남해군 설천면 노량리, 노량마을 인근에 있는 어항이다. 2002년 8월 6일 어촌정주어항으로 지정하여 관리하고 있다. 관리청은 남해군수이다.

## 어항 연혁
- 남해군은 옛날 유배지로 유배당해 남해로 오는 사람들의 눈에 나룻배에 부딪히는 물방울이 이슬방울로 보였다 하여 노량(露梁)이라 불리게 되었다고 한다.

## 어항 시설
- 선착장 L=117m, B=5.5m, 호안 L=280, B=6m

## 주요 어종
- 숭어, 도다리, 노래미, 감성돔, 패각류 등